# Humaytá (sous-marin)
Pour les articles homonymes, voir Humaitá (sous-marin brésilien).
Le Humaytá est un sous-marin océanique de la classe Balilla construit en Italie à la fin des années 1920 pour la Marine brésilienne (en portugais : Marinha do Brasil). 

## Conception et description
La conception de la classe Balilla consistait en une solide double coque qui donnait aux navires une profondeur de plongée maximale de 110 m (350 pieds), bien que le Domenico Millelire ait atteint 122 m (400 pieds) lors d'essais. Les sous-marins ont déplacé 1 427 tonnes en surface et 1 874 tonnes en plongée. Ils mesuraient 86,5 m de long, avaient une largeur de 7,8 m et un tirant d'eau de 4,7 m. Les sous-marins étaient considérés comme ayant une faible stabilité.
Les sous-marins étaient propulsés par deux moteurs diesel Fiat pour la navigation de surface et deux moteurs électriques Savigliano pour l'entraînement de deux arbres en immersion. Ces derniers produisaient respectivement 4 900 ch (3 700 kW) et 2 200 ch (1 600 kW). Le second moteur diesel était destiné à des usages auxiliaires et à la recharge des batteries, ce qui était une nouveauté au moment de la construction des sous-marins. Les sous-marins ont ainsi atteint une vitesse de 16 nœuds (30 km/h) en surface et de 7 nœuds (13 km/h) en immersion. Cependant, la conception initiale prévoyait la possibilité d'atteindre une vitesse de 17,5 nœuds (32,4 km/h) en surface et de 8,9 nœuds (16,5 km/h) en immersion. Les sous-marins de la classe Balilla avaient une autonomie de 13 000 milles nautiques (24 000 km) à 10 noeuds (19 km/h).
La classe Balilla était armée de six tubes lance-torpilles de 533 mm (21 pouces), dont quatre situés à l'avant et deux à l'arrière. Les sous-marins transportaient un chargement de 16 torpilles, avec deux recharges pour chaque tube de proue et une recharge pour chaque tube de poupe.
La classe était également armée d'un canon de pont de 120 mm (5 pouces)/de calibre 27, modèle 1924, qui était placé dans un support blindé dans la partie avant de la tour de contrôle (kiosque). En 1934, la classe a subi un réaménagement qui a permis de transformer le modèle du canon par un de 120 mm (5 pouces) de calibre 45. Les navires ont également reçu deux mitrailleuses de 13,2 mm (0,52 in) placées dans deux affûts simples,.

### Sous-classe Humaytá
Le Humaytá a été commandé par la marine brésilienne en tant que sous-marin de plongée profonde. Les modifications apportées à la conception standard de la classe Balilla comprennent le placement des moteurs diesel et électriques plus en avant, l'élimination des plans de proue et une répartition différente des ballasts dans tout le sous-marin. Le sous-marin était plus long pour une longueur totale de 87 m avec un tirant d'eau plus faible, 4 m. Le navire a déplacé 1 390 tonnes en surface et 1 884 tonnes en immersion.
Le sous-marin était propulsé par deux diesels Ansaldo dont un moteur électrique développant respectivement 4 900 ch (3 700 kW) et 900 ch (670 kW). Le navire a ainsi atteint une vitesse de 18,5 noeuds (34,3 km/h) en surface et de 9,5 noeuds (17,6 km/h) en immersion.
Le Humaytá se distingue également par son armement. Le sous-marin était équipé de six tubes torpilles de 533 mm (21 pouces) dont quatre à l'avant et deux à l'arrière. Cependant, le navire n'avait qu'un canon de pont de 4 pouces (102 mm) et transportait 16 mines.

## Construction et mise en service
Le Humaytá est construit par le chantier naval Odero-Terni-Orlando (OTO) de La Spezia en Italie, et mis sur cale le 19 novembre 1925. Il est lancé le 11 juin 1927 et est achevé et mis en service le 20 juillet 1929.

## Histoire du service
Le produit de la vente du navire de défense côtièreMarshal Deodoro à la marine mexicaine a permis de financer l'achat du Humaytá. 
Le Humaytá a été mis à la disposition de la marine brésilienne le 20 juillet 1929. Il est resté au service du Brésil pendant la Seconde Guerre mondiale et a été désarmé le 25 novembre 1950.